# Maria Grazia Buccella

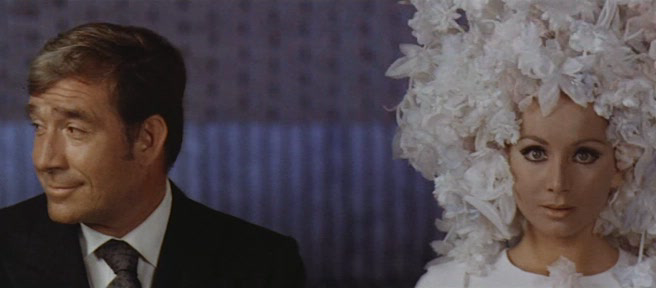
Buccella con Ugo Tognazzi en Sissignore (1969).

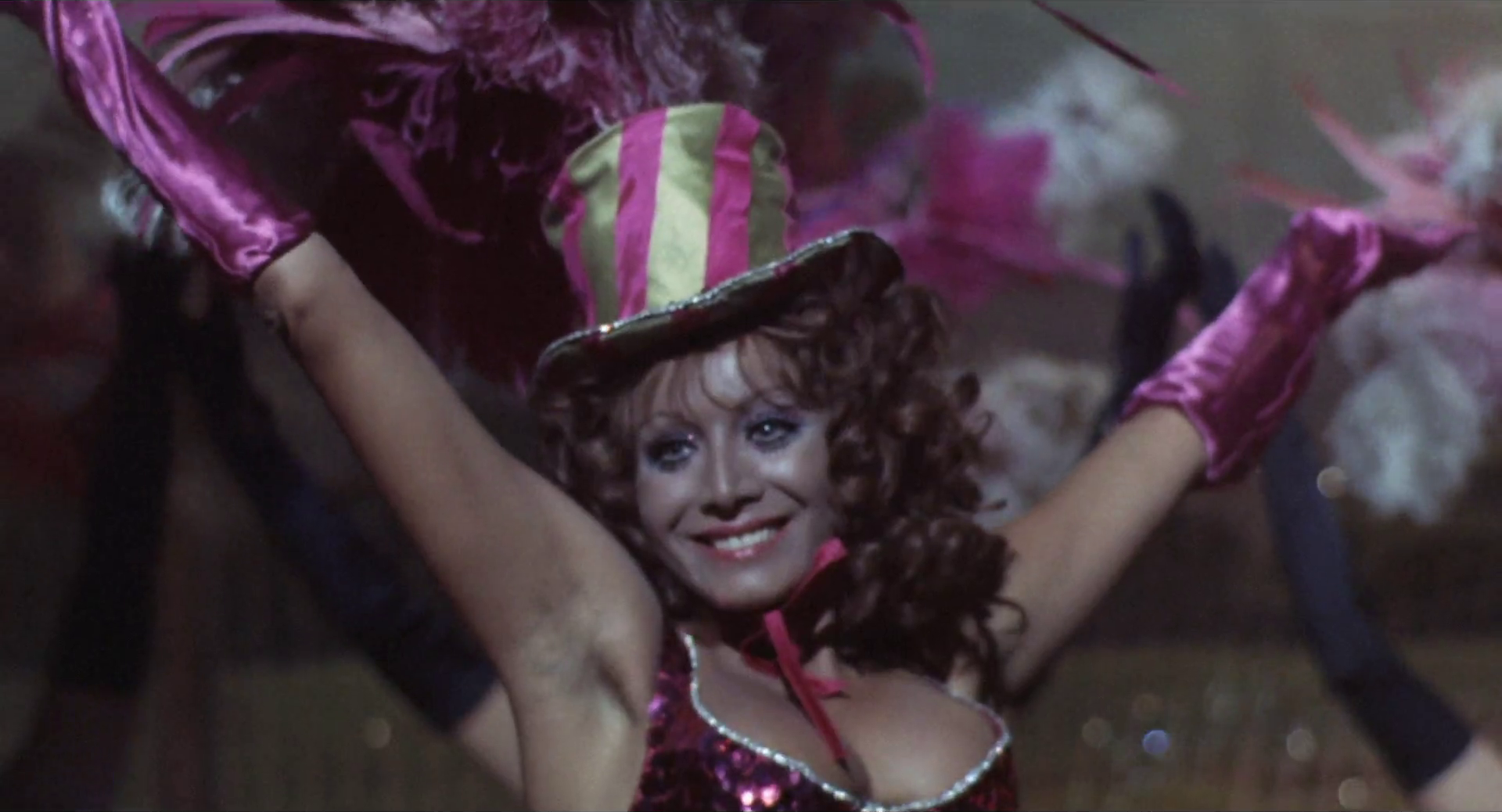
Buccella en Basta guardarla (1970).

Maria Grazia Buccella (Milán, 15 de agosto de 1940) es una modelo y actriz de cine italiana, que representó a Italia en el concurso de belleza Miss Universo 1959.

## Carrera profesional
Buccella ganó los concursos de belleza Miss Trento, Miss Venecia y Miss Italia, y quedó en tercer lugar en la competencia Miss Europa 1959. Representó a Italia en el concurso Miss Universo 1959 celebrado en Long Beach, California. Cuando no logró pasar de las 81 concursantes iniciales a las 15 finales, se citó a Buccella diciendo: «Los jueces y yo obviamente no estamos de acuerdo. En casa, los hombres esperarían a que la mayoría de estas chicas subieran un poco más de peso. Pero no estoy amargada. Son buenas chicas».
Estuvo durante la década de 1960 en numerosas películas italianas y europeas. Hizo una prueba de pantalla para el papel de Domino Derval en la película de James Bond Operación Trueno de 1965. (El papel, originalmente una mujer italiana, Dominetta Petacchi, finalmente fue para la actriz francesa Claudine Auger). Ese mismo año, Buccella apareció en la película Un italiano en la Argentina, dirigida por Dino Risi y protagonizada por Vittorio Gassman; Le gentleman de Cocody, protagonizada por Jean Marais; Guerra secreta, protagonizada por Gassman y Henry Fonda; y la producción de Dino De Laurentiis Menage All'Italiana.
Buccella apareció en la antología de comedia Love and Marriage (estrenada en Estados Unidos en 1966). El crítico de cine del New York Times Howard Thompson escribió: «Lando Buzzanca como el marido orgulloso y fogoso y Maria Grazia Buccella como su novia con forma de paloma son maravillosos». Vittorio De Sica la eligió como Miss Okra en la película de farsa de Peter Sellers After the Fox, en la que coqueteaba con Sellers mientras sincronizaba los labios con el diálogo de Akim Tamiroff. En 1968 ganó un premio Nastro d'argento en el Sindicato Nacional Italiano de Periodistas de Cine a la Mejor Actriz No Protagonista en la película Ti ho sposato per allegria.
Buccella apareció en la portada de julio de 1977 de la edición italiana de la revista Playboy. Se retiró del cine en 1979, aunque hizo dos pequeñas apariciones en televisión en 1988 y 1990 y una aparición final en la serie de televisión de 2000 Hotel Otello.

## Filmografía
- Raspoutine (1954)
- Les nuits de Raspoutine (1960)
- Fontana di Trevi, dirigida por Carlo Campogalliani (1960)
- La strada dei giganti, dirigida por Guido Malatesta (1960)
- Nerone '71, dirigida por Walter Filippi (1961)
- Il crollo di Roma, dirigida por Antonio Margheriti (1963)
- Il Boom, dirigida por Vittorio De Sica (1963)
- Siamo tutti pomicioni, dirigida por Marino Girolami (1963)
- La donna degli altri è sempre più bella, dirigida por Marino Girolami (1963)
- Canzoni in bikini, dirigida por Giuseppe Vari (1963)
- L'idea fissa, dirigida por Gianni Puccini (1964)
- Un italiano en la Argentina, dirigida por Dino Risi (1965)
- Le gentleman de Cocody, dirigida por Christian-Jaque (1965)
- Su e giù, dirigida por Mino Guerrini (1965)
- Guerra secreta, dirigida por Carlo Lizzani (1965)
- Menage all'italiana, dirigida por Franco Indovina (1965)
- Amistades de mi mujer, dirigida por Pasquale Festa Campanile (1966)
- Una vergine per il principe, dirigida por Pasquale Festa Campanile (1966)
- La armada Brancaleone, dirigida por Mario Monicelli (1966)
- After the Fox, dirigida por Vittorio De Sica (1966)
- Le piacevoli notti, dirigida por Armando Crispino (1966)
- Segreti che scottano, dirigida por Christian-Jaque (1967)
- Ti ho sposato per allegria, dirigida por Luciano Salce (1967)
- Domani non siamo pià qui, dirigida por Brunello Rondi (1967)
- Uno scacco tutto matto, dirigida por Robert Fiz (1968)
- Villa Rides, dirigida por Buzz Kulik (1968)
- Los amores de Casanova, dirigida por Luigi Comencini (1969)
- Dove vai tutta nuda?, dirigida por Pasquale Festa Campanile (1969)
- Sissignore, dirigida por Ugo Tognazzi (1969)
- La cólera del viento, dirigida por Mario Camus (1970)
- I clowns, dirigida por Federico Fellini (1970)
- Il provinciale, dirigida por Luciano Salce (1971)
- Basta guardarla, dirigida por Luciano Salce (1971)
- Remo e Romolo - Storia di due figli di una lupa, dirigida por Pier Francesco Pingitore (1976)
- Nerone, dirigida por Pier Francesco Pingitore (1977)
- Quando c'era lui... caro lei!, dirigida por Giancarlo Santi (1978)
- L'importante è non farsi notare, dirigida por Romolo Guerrieri (1979)
- Delitto in Formula Uno, dirigida por Bruno Corbucci (1983)